# جوزيف بايرون
جوزيف بايرون (بالإنجليزية: Joseph Byron)‏ هو مصور أمريكي، ولد في 1847 في نوتنغهام في المملكة المتحدة، وتوفي في 28 مايو 1923 في نيويورك في الولايات المتحدة.